# Tomasz Turbiak

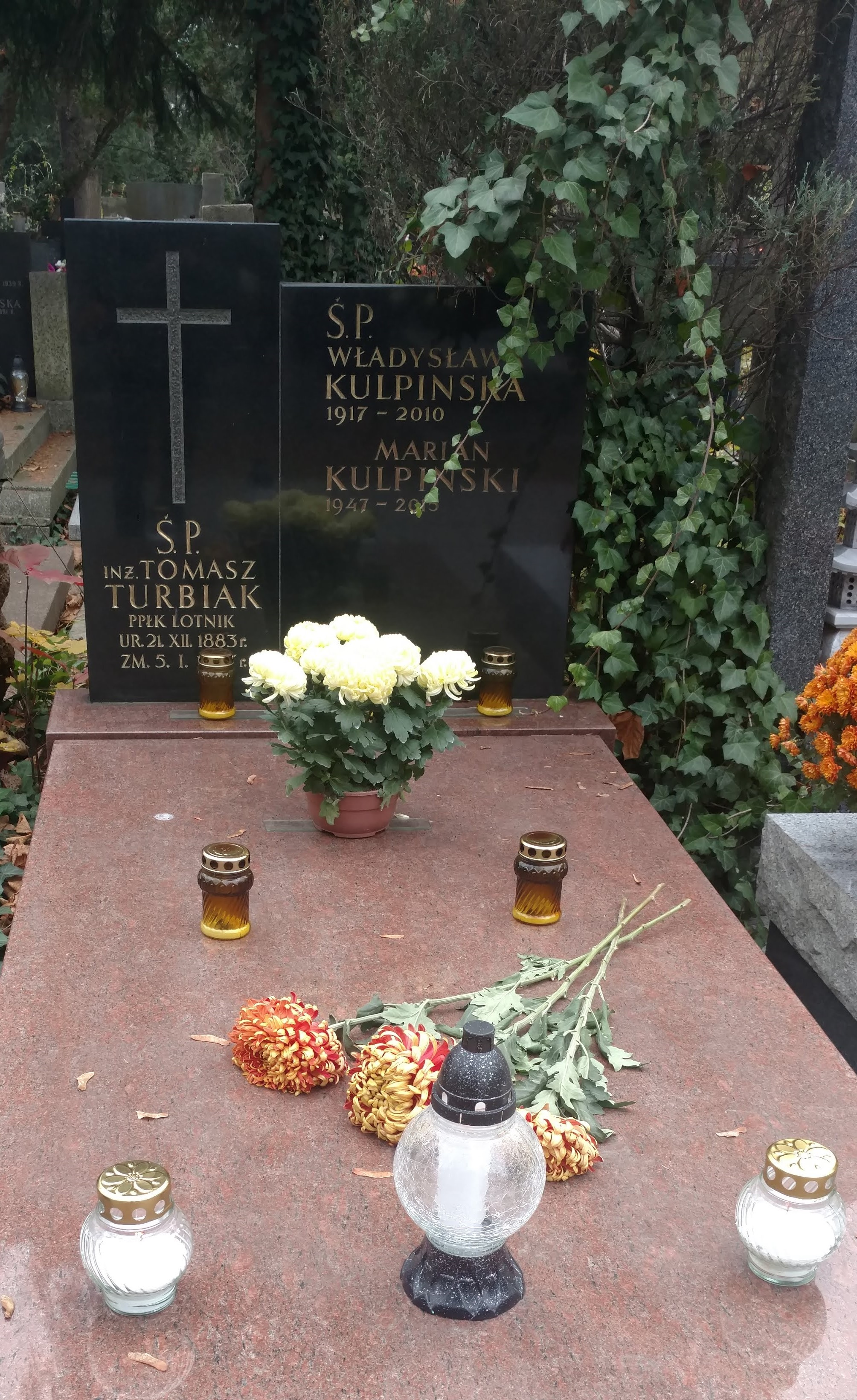

Tomasz Turbiak (ur. 21 grudnia 1883 w Mokoszynie, zm. 5 września 1937 w Warszawie) – podpułkownik pilot obserwator inżynier Wojska Polskiego, kawaler Orderu Virtuti Militari, członek Komisji Odznak Polowych, pierwszy dyrektor PLL LOT.

## Życiorys
Syn Leona i Franciszki z d. Piętowskiej. Studiował w Instytucie Inżynierii Dróg i Mostów w Petersburgu. Po wybuchu I wojny światowej został powołany w 1916 roku do odbycia służby w armii carskiej. Po ukończeniu szkoły podchorążych 15 września 1916 roku otrzymał przydział do zapasowego baonu aeronautyki. 30 marca 1917 roku ukończył oficerską szkołę aeronautyki i został przydzielony do 13. oddziału aeronautycznego, w którego składzie walczył na froncie. 1 kwietnia 1918 roku został zdemobilizowany.

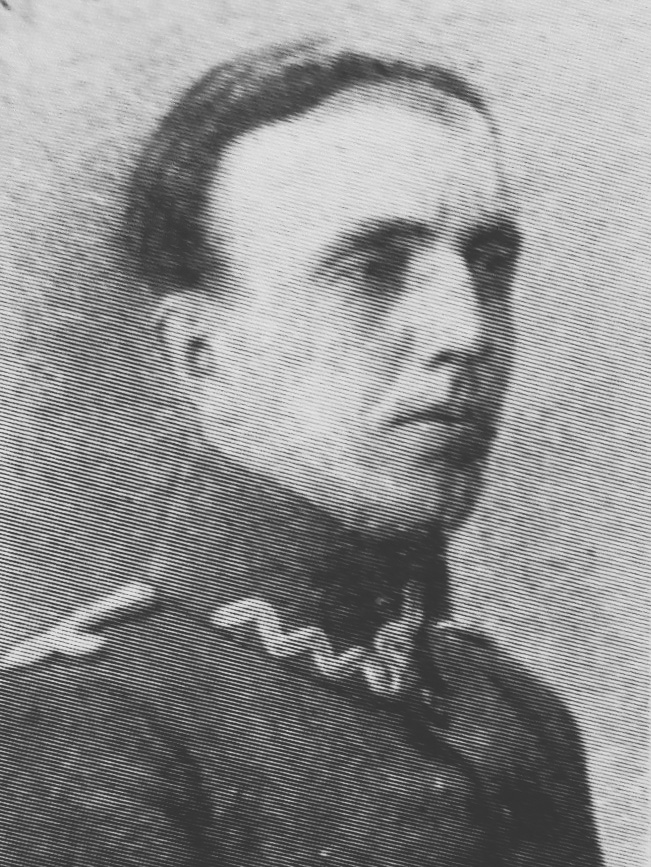
Tomasz Turbiak jako obserwator 5. eskadry wywiadowczej

24 lipca 1919 roku wstąpił do Wojska Polskiego, jako wyszkolony lotnik został przydzielony do III Grupy Lotniczej we Lwowie. Tu wszedł w skład 5. eskadry wywiadowczej. 24 maja 1920 roku jako pierwszy wykrył i rozpoznał silne ugrupowania 1. Armii Konnej Siemiona Budionnego zgromadzone w strefie przyfrontowej. Jego meldunek wzbudził niedowierzanie sztabowców 6. Armii, którzy uznali jego prawdziwość dopiero po kolejnym doniesieniu otrzymanym od kpt. George'a Crawforda z 7. eskadry myśliwskiej. 1 czerwca wykonał, w załodze z por. pil. Jerzym Długoszowskim, lot wywiadowczy na trasie Gubnik – Ludzyn – Monastyryszcze.
25 lipca 1920 roku, w załodze z Władysławem Kalkusem, przeprowadzał ataki na oddziały Armii Czerwonej pod Toporowem. Obrona przeciwlotnicza nieprzyjaciela uszkodziła ich samolot i byli zmuszeni lądować. Dostali się do niewoli, ale odbili ich żołnierze z 10. kompanii 4. pułku strzelców podhalańskich. 26 lipca, w załodze z pil. sierż. Janem Rybą, przeprowadził dalekie rozpoznanie na trasie Lwów – Krasne – Ożydów – Olesko – Podhorce – Jasionów – Ponikwa – Podkamień – Suchowla – Suchodoły – Brody – Radziwiłłów – Krupiec – Michałówka – Sitno – Srebno – Chotyń – Leszniów – Bielawce – Brody – Podhorce – Ożydów – Lwów. Podczas rozpoznania wykryli kolumny nieprzyjaciela zmierzające w kierunku polskich pozycji i ostrzegli polskie oddziały stacjonujące w Podhorcach. 6 sierpnia, w załodze z por. pil. Bolesławem Lepszym, wykonał lot wywiadowczy (trwający 4 godziny) na trasie: Tarnopol – Toustoług – Łoszniów – Janów – Trembowla – Strusów – Mikulińce – Nastasów – Ludwikówka – Zazdrość – Darachów – Burkanów. Podczas tego lotu wykryli nieliczne tabory nieprzyjaciela i rozpoznali zniszczone mosty. Następnie wyróżnił się podczas obrony Lwowa, biorąc udział w licznych i niebezpiecznych lotach szturmowych zwalczając oddziały kawalerii Armii Czerwonej. Za swą postawę został wymieniony, wraz z innymi lotnikami III dywizjonu lotniczego, w rozkazie pochwalnym dowódcy 6. Armii WP gen. por. Roberta Lamezana de Salins z 11 września 1920 roku.
W czasie walk toczonych w dniach 17–19 września 1920 roku w rejonie Niesłuchowa, Liska, Milatyna oraz Zadwórza wyróżnił się podczas ataków z niskiej wysokości na oddziały nieprzyjaciela. 19 września przeprowadził ataki na kawalerię pod wsią Zwrotowo, czym zmusił ją do wycofania i ułatwił zajęcie tej miejscowości polskim oddziałom.
Po zakończeniu działań wojennych pozostał w Wojsku Polskim. 19 stycznia 1921 został zatwierdzony z dniem 1 kwietnia 1920 w stopniu porucznika, w Wojskach Lotniczych, w grupie oficerów byłych Korpusów Wschodnich i byłej armii rosyjskiej. Od 15 kwietnia do 6 września 1921 roku odbył kurs pilotażu w Wyższej Szkole Pilotów w Grudziądzu. Następnie otrzymał przydział do 7. eskadry myśliwskiej i 11 października 1921 roku został mianowany jej dowódcą. 3 maja 1922 został zweryfikowany w stopniu kapitana ze starszeństwem z dniem 1 czerwca 1919 i 72. lokatą w korpusie oficerów aeronautycznych.
We wrześniu 1922 roku wziął udział, poza konkursem, w I Krajowym Locie Okrężnym. W 1923 roku został członkiem Komitetu Budowy Pomnika ku Czci Poległych Lotników. 1 grudnia 1924 roku został mianowany majorem ze starszeństwem z dniem 15 sierpnia 1924 i 26. lokatą w korpusie oficerów aeronautycznych. We wrześniu 1925 roku został przydzielony z Departamentu IV Ministerstwa Spraw Wojskowych do macierzystego 1 pułku lotniczego w Warszawie. W tym samym roku został skierowany na naukę do francuskiej École supérieure d’aéronautique w Paryżu. Szkołę ukończył w sierpniu 1927 roku, uzyskując dyplom inżyniera lotniczego. Po powrocie do Polski został przydzielony do Departamentu Lotnictwa MSWojsk. na stanowisko referenta. Następnie został kierownikiem w Centrum Odbioru Samolotów. W 1928 roku został członkiem Komisji Odznak Polowych, której zadaniem było zweryfikować czyny bojowe polskich lotników podczas wojny polsko-bolszewickiej i przyznać im prawo do noszenia polowych odznak pilota i obserwatora lub wnioskować o nadanie wyższych odznaczeń wojskowych.

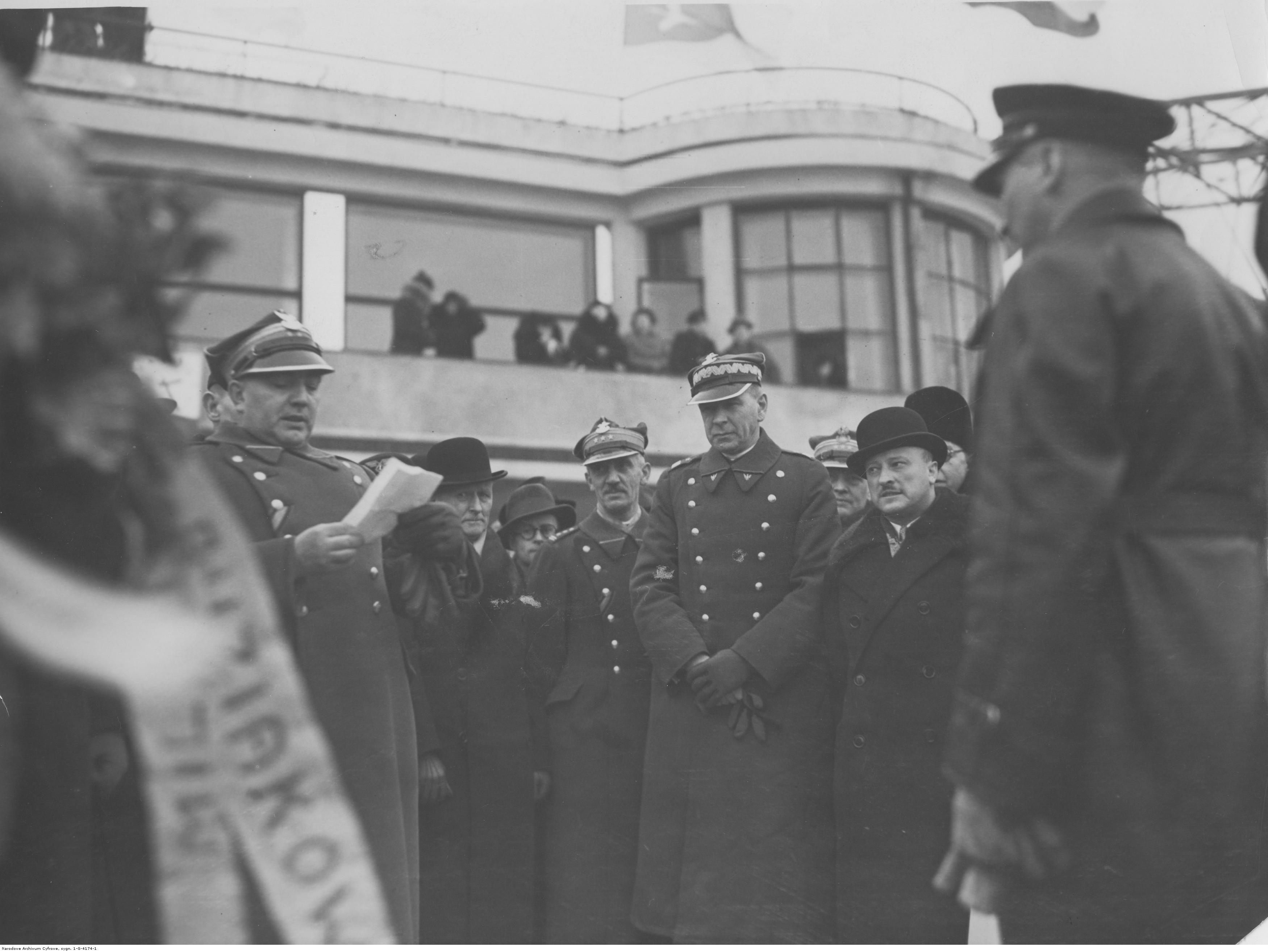
Tomasz Turbiak przemawia z okazji przelotu przez Kazimierza Burzyńskiego 1 000 000 km

1 stycznia 1929 roku został pierwszym dyrektorem Polskich Linii Lotniczych LOT. Z dniem 30 czerwca 1929 roku został przeniesiony w stan nieczynny na przeciąg 12 miesięcy. Z dniem 1 kwietnia 1930 roku został powołany ze stanu nieczynnego z równoczesnym przeniesieniem do Wojskowego Zakładu Zaopatrzenia Aeronautyki na stanowisko kierownika Centrali Odbiorczej. 12 marca 1933 został mianowany na stopień podpułkownika ze starszeństwem z dniem 1 stycznia 1933 i 5. lokatą w korpusie oficerów aeronautycznych. 23 kwietnia 1934 roku objął stanowisko dyrektora Departamentu Lotnictwa Cywilnego Ministerstwa Komunikacji. W czerwcu 1934 ogłoszono jego przeniesienie z Kierownictwa Zaopatrzenia Aeronautyki do dyspozycji Ministerstwa Komunikacji.
Zmarł 5 września 1937 w Warszawie, po długiej i ciężkiej chorobie. Dwa dni później został pochowany na Cmentarzu Wojskowym na Powązkach (kwatera A 17-1-25).

## Życie prywatne
Tomasz Turbiak był żonaty z Zofią z Ostrowskich.

## Ordery i odznaczenia
- Krzyż Srebrny Orderu Wojskowego Virtuti Militari nr 201[1] (8 kwietnia 1921)[34][35]
- Krzyż Kawalerski Orderu Odrodzenia Polski (11 listopada 1936)[36][37]
- Krzyż Walecznych (czterokrotnie)[2][21]
- Złoty Krzyż Zasługi (19 marca 1931)[38]
- Polowa Odznaka Obserwatora nr 14 (11 listopada 1928)[39]
- Krzyż Komandorski Orderu Zasługi Wojskowej (Bułgaria, 1936)[40]
- Odznaka Pilota (Włochy, 1923)[41]
- Odznaka Pilota (Rumunia, 1930)[42]
- Odznaka Pilota (Francja, 1933)[43]
- Odznaka Pilota (Bułgaria, 1936[44]